# Balkan Cup 1934/35
De Balkan Cup 1934/35 was de 5e editie van dit voetbaltoernooi. Het toernooi werd gespeeld tussen 23 december 1934 en 1 januari 1935. Er waren vier deelnemers. Joegoslavië werd kampioen.

## Eindstand
| Team        | Gsp | W | G | V | DV | DT | DS | Ptn |
| ----------- | --- | - | - | - | -- | -- | -- | --- |
| Joegoslavië | 3   | 2 | 0 | 1 | 9  | 5  | +4 | 4   |
| Griekenland | 3   | 1 | 1 | 1 | 5  | 5  | 0  | 3   |
| Roemenië    | 3   | 1 | 1 | 1 | 5  | 8  | –3 | 3   |
| Bulgarije   | 3   | 1 | 0 | 2 | 7  | 8  | –1 | 2   |

## Wedstrijden
|                                                       |                                               |       |                       |                                                                                                |
| 23 december 1934 «onderlinge duels» 15:00 uur (UTC+2) | Griekenland                                   | 2 – 1 | Joegoslavië           | Leoforos Alexandrasstadion, Athene Toeschouwers: 18.000 Scheidsrechter: Costel Radulescu (YUG) |
| 23 december 1934 «onderlinge duels» 15:00 uur (UTC+2) | Giannis Vazos 38' Leonidas Andrianopoulos 67' |       | 12' Branislav Sekulić | Leoforos Alexandrasstadion, Athene Toeschouwers: 18.000 Scheidsrechter: Costel Radulescu (YUG) |

|                                                       |                                          |       |                                                                           |                                                                                                   |
| 25 december 1934 «onderlinge duels» 15:00 uur (UTC+2) | Bulgarije                                | 3 – 4 | Joegoslavië                                                               | Leoforos Alexandrasstadion, Athene Toeschouwers: 6.000 Scheidsrechter: Sotiris Asprogerakas (GRE) |
| 25 december 1934 «onderlinge duels» 15:00 uur (UTC+2) | Asen Peshev 1', 78' Vladimir Todorov 23' |       | 3' Branislav Sekulić 7' Aleksandar Tomašević 28', 48' Aleksandar Tirnanić | Leoforos Alexandrasstadion, Athene Toeschouwers: 6.000 Scheidsrechter: Sotiris Asprogerakas (GRE) |

|                                                       |                                               |       |                                     |                                                                                            |
| 27 december 1934 «onderlinge duels» 15:00 uur (UTC+2) | Griekenland                                   | 2 – 2 | Roemenië                            | Leoforos Alexandrasstadion, Athene Toeschouwers: 15.000 Scheidsrechter: Nikola Dosev (BUL) |
| 27 december 1934 «onderlinge duels» 15:00 uur (UTC+2) | Leonidas Andrianopoulos 14' Kostas Houmis 75' |       | 5' Ştefan Dobay 13' Gheorghe Ciolac | Leoforos Alexandrasstadion, Athene Toeschouwers: 15.000 Scheidsrechter: Nikola Dosev (BUL) |

|                                                       |                           |       |                                                       |                                                                                                   |
| 30 december 1934 «onderlinge duels» 15:00 uur (UTC+2) | Bulgarije                 | 2 – 3 | Roemenië                                              | Leoforos Alexandrasstadion, Athene Toeschouwers: 2.500 Scheidsrechter: Sotiris Asprogerakas (GRE) |
| 30 december 1934 «onderlinge duels» 15:00 uur (UTC+2) | Liubomir Angelov 44', 51' |       | 14' Iuliu Bodola 31' Iuliu Bodola 37' Gheorghe Ciolac | Leoforos Alexandrasstadion, Athene Toeschouwers: 2.500 Scheidsrechter: Sotiris Asprogerakas (GRE) |

|                                                     |                                    |       |                    |                                                                                               |
| 1 januari 1935 «onderlinge duels» 13:30 uur (UTC+2) | Griekenland                        | 1 – 2 | Bulgarije          | Leoforos Alexandrasstadion, Athene Toeschouwers: 20.000 Scheidsrechter: Bora Vasiljević (YUG) |
| 1 januari 1935 «onderlinge duels» 13:30 uur (UTC+2) | Giannis Vazos 51' Asen Panchev 84' |       | 44' Mihail Lozanov | Leoforos Alexandrasstadion, Athene Toeschouwers: 20.000 Scheidsrechter: Bora Vasiljević (YUG) |

|                                                     |          |                                                                              |             |                                                                                                   |
| 1 januari 1935 «onderlinge duels» 15:15 uur (UTC+2) | Roemenië | 0 – 4                                                                        | Joegoslavië | Leoforos Alexandrasstadion, Athene Toeschouwers: 25.000 Scheidsrechter: Stavros Hatzopoulos (GRE) |
| 1 januari 1935 «onderlinge duels» 15:15 uur (UTC+2) |          | 10' Aleksandar Tirnanić 34' Blagoje Marjanović 67', 83' Aleksandar Tomašević |             | Leoforos Alexandrasstadion, Athene Toeschouwers: 25.000 Scheidsrechter: Stavros Hatzopoulos (GRE) |